# Đại Tân, Đại Lộc
Đại Tân is een xã in het district Đại Lộc, een van de districten in de Vietnamese provincie Quảng Nam. Đại Tân had 6336 inwoners in 2009 en een oppervlakte van 13,3 km2.